# Synopeas leroyi
Synopeas leroyi är en stekelart som först beskrevs av Jean Risbec 1958.  Synopeas leroyi ingår i släktet Synopeas och familjen gallmyggesteklar. Inga underarter finns listade i Catalogue of Life.